# Préjuce Nakoulma
Préjuce Nakoulma   (Ouagadougou, 21 d'abril de 1987) és un exfutbolista de Burkina Faso de la dècada de 2010.
Fou internacional amb la selecció de futbol de Burkina Faso.
Pel que fa a clubs, destacà a Widzew Łódź, Górnik Zabrze i FC Nantes.